# Trần Như Vĩnh Lạc
Trần Như Vĩnh Lạc (sinh năm 1964 tại Sài Gòn) là một xướng ngôn viên, giảng viên, học giả ngôn ngữ và âm nhạc người Mỹ.

## Lịch sử
Ông Trần Như Vĩnh Lạc sinh năm 1964 tại Sài Gòn, bấy giờ là thủ đô Việt Nam Cộng hòa. Ông là kết quả mối tình của nghệ sĩ độc tấu dương cầm Trần Thị Như Mai với một sĩ quan hải quân Mĩ gốc Ireland. Bà Như Mai vốn dòng Minh Hương, là học trò của nghệ sĩ dương cầm Thái Thị Lan. Sau khi cha ông mất (năm 1965), mẹ ông ở vậy nuôi con.
Những năm sau sự kiện 30 tháng 4 năm 1975, cũng như thân phận nhiều con lai bấy giờ, ông thường bị kì thị vì cái mác "con đế quốc". Mãi tới năm 1986 ông mới được đưa sang Mĩ, đủ điều kiện theo học nhạc viện Washington, D.C., bắt đầu tham gia dựng nhạc kịch ở một hí viện lớn. Tuy nhiên, ít lâu sau ông sang định cư tại Houston, tiếp tục dựng kịch ở nhà hát, nhưng bắt đầu nổi trong cộng đồng Mĩ gốc Việt nhờ tài hoạt ngôn khi làm xướng ngôn viên cho các sự kiện văn nghệ, rồi tiến lên sóng phát thanh và truyền hình.
Sau khi có bằng cao học (master) ngành trình tấu dương cầm, Trần Như Vĩnh Lạc học tiếp tiến sĩ (PhD) ngành Ngôn ngữ học Đông phương (Asian Language Studies) mà ở thập niên 1990 đang vươn dậy trong học giới.

## Sự nghiệp
Thập niên 1990, Trần Như Vĩnh Lạc chọn nghệ danh Đoàn Thế Ngữ và được dư luận hải ngoại chú ý khi xuất hiện hàng tuần trong chương trình Âm thanh và ngôn từ phát đều đặn trên sóng VOVN Radio (Houston), sau đó được mời lên truyền hình độc thoại các chương trình Ngôn tinh ngữ túy, Tiếng Việt thường thức. Ở vị trí này, ông thường nêu những kiến giải mới lạ về văn hóa và lịch sử Việt Nam thông qua những phân tích về chữ nghĩa Hán-Việt.
Nhờ khả năng dụng ngôn lưu loát, thậm chí nhanh mà không vấp, tiếng Việt theo lối Bắc, Trần Như Vĩnh Lạc lồng vào bài nói của mình những câu truyện dí dỏm mà sâu sắc về văn hóa, lịch sử Việt Nam để người có học vấn thấp nhất cũng dễ tiếp nhận. Ông trở thành một trong những chọn lựa ưu tiên của giới bầu sô khi tổ chức đại nhạc hội.
Trong lĩnh vực sáng tác, xuất phẩm nổi tiếng nhất của Trần Như Vĩnh Lạc là hợp tuyển CD Con tạo xoay vần (1999). Tác phẩm đem lại cho ông một vị thế độc đáo trong giới nghệ sĩ hải ngoại.
| “                                                              | Nhắc đến những MC trên sân khấu âm nhạc, chúng ta không thể không nhắc đến MC Vĩnh Lạc như một nhân vật gây nhiều ấn tượng và rất được giới trẻ yêu nhạc ái mộ. Ông là một dương cầm thủ (concert pianist) nên có kiến thức vững vàng về âm nhạc, lại có khoa ăn nói nên khi làm MC cho các chương trình hoà tấu hay trình diễn âm nhạc, ông khéo léo đưa các vấn đề liên hệ vào. Vĩnh Lạc có một trí nhớ tốt, chịu khó đọc cặn kẽ, lại thuộc Kiều nên hay mang những nghiên cứu về Kiều như những dẫn chứng Đông Phương. Những kiến thức triết học về Kant, Nietzsche, Bach, Mozart... cũng được ông mang ra phân tích khi bàn đến một nhạc phẩm, khiến người nghe có cái cảm giác hoà hợp dung dị giữa hai nền văn hoá Đông Tây trong một bài hát Việt Nam. Mỗi MC có một tài năng, thế đứng riêng. Nghe Vĩnh Lạc nói lưu loát về một đề tài, khung cảnh, cách nói, sẽ thấy ông mượn phong cách, âm hưởng, cấu trúc của Tây phương, nghĩa là ông nói như một người Tây về một chuyện Tây, khiến khán giả có cảm tưởng Vĩnh Lạc thoát ra khỏi cái cung cách nghiêm nghị, tẻ nhạt mà một MC Việt thường có. | ” |
| — Trịnh Thanh Thủy, Nhỏ mà không học lớn làm MC, Talawas, 2010 | |   |

### Diễn thoại
- Chữ và nghĩa
- Âm thanh và ngôn từ
- Ngôn tinh ngữ túy
- Tiếng Việt thường thức

### Sáng tác
- Con tạo xoay vần (CD)
- Vietnamese romances (VCD)

### Khảo cứu
- Ngôn ngữ là khung cửa hay nhịp cầu
- Thử bắc một nhịp cầu đi tới nhạc kịch Tây phương

### Dịch thuật
- Salomé[4] (Richard Georg Strauss), 2020